# Niall McVeigh
Niall McVeigh (* 5. Oktober 1990) ist ein irischer Badmintonspieler. Er startet im Parabadminton in der Startklasse SH6 (Kleinwüchsige) im Einzel und Doppel.

## Sportliche Laufbahn
Niall McVeigh begann, ermutigt durch seinen Vater, bereits im Alter von acht Jahren mit dem Badminton und trat mit zwölf Jahren einem Verein bei. Zunächst war jedoch Schwimmen seine bevorzugte Sportart und er hoffte auf die Teilnahme an den Sommer-Paralympics 2008 in Peking. Eine 2007 erlittene Ohreninfektion verhinderte die Teilnahme und zwang McVeigh letztlich dazu, das Schwimmen als Leistungssport aufzugeben.
Bei der Badminton-Europameisterschaft für Behinderte 2008 in Dortmund wurde McVeigh Titelgewinner im Einzel. Die Badminton-Weltmeisterschaft für Behinderte in Guatemala-Stadt schloss er als Weltmeister im Einzel ab. 2012 gewann er in Dortmund neben der Europameisterschaft im Einzel mit Milena Hoffmann Bronze im Mixed. Am selben Ort holte er sich im folgenden Jahr erneut den Weltmeistertitel im Einzel. 2014 gewann er mit seinem Partner Alexander Mekhdiev den Doppelwettbewerb der EM in Murcia. Beim Finale im Einzel unterlag er dem Engländer Andrew Martin. Bei der EM in Beek 2016 blieb ihm nach einer Niederlage gegen den Engländer Krysten Coombs erneut Silber im Einzel. Im südkoreanischen Ulsan reichte es bei der WM 2017 nur für Bronze im Mixed, McVeigh unterlag im Halbfinale mit der Peruanerin Carmen Giuliana Póveda Flores dem französisch-englischen Duo Fabien Morat und Rebecca Bedford. 2019 siegte er bei den Denmark Para-Badminton Open, 2020 reichte es ebenso wie 2021 zu keiner Podestplatzierung.